# Scolobates marshalli
Scolobates marshalli là một loài tò vò trong họ Ichneumonidae.